# Jan van de Velde II

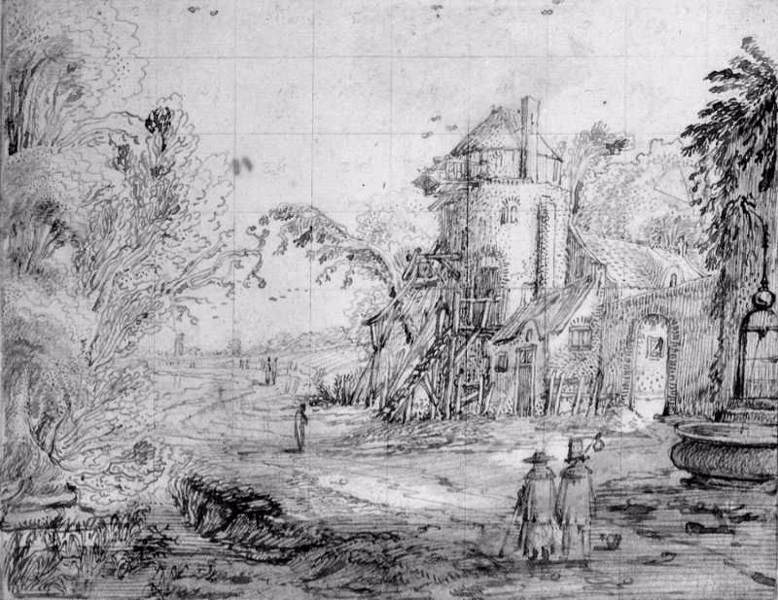
Paisaje con figuras en un camino, dibujo (Museo de Bellas Artes de Boston).

Jan van de Velde II (Rótterdam o Delft, en torno a 1593 – Enkhuizen, 1641) fue un grabador, dibujante y pintor holandés. Su fama radica principalmente en sus grabados al aguafuerte, especialmente los de paisajes, que influyeron en otros artistas como Rembrandt.

## Carrera
Fue miembro de una saga de artistas; su padre Jan I era calígrafo y maestro, su primo Esaias van de Velde un importante pintor de paisajes, y su hijo Jan van de Velde (III) sería pintor de bodegones. 
El lugar de nacimiento de Jan van de Velde II es discutido; creció en Rótterdam pero no está claro si nació allí o en Delft.
Se formó como grabador en Haarlem, con Jacob Matham, hijastro del célebre Hendrick Goltzius. En 1614 ingresó en la Guilda (gremio) de San Lucas de Haarlem e inició la producción de numerosos grabados, en ocasiones copiando diseños ajenos. Hacia 1616 se fecha el de La estrella de los Magos, escena de género copiada de Pieter de Molijn, y ha de ser de la misma época otro grabado de los mismos autores: Martes de carnaval. Ambas imágenes se singularizan por su ambientación nocturna, con luces tenebristas. Van de Velde II las grabó a buril, técnica que relegaría a favor del aguafuerte. Hay ejemplares de ambos grabados en el Museo Británico de Londres.

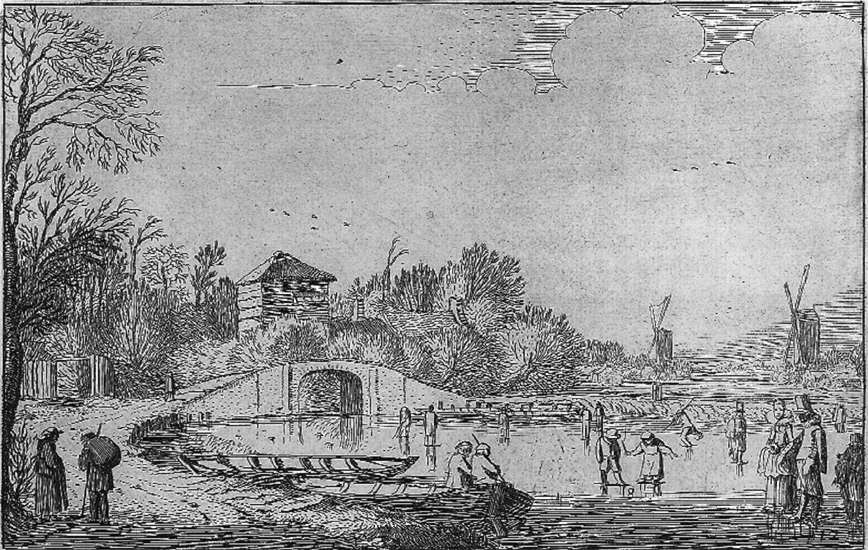
Patinadores en un río helado, grabado de Van de Velde II (Rijksmuseum, Ámsterdam).

Se especializó en temas de paisaje, que grababa con rapidez; con apenas 24 años, en 1617, ya había producido más de cien planchas, muchas de ellas según diseños originales. 
Sus paisajes destacan por su simplicidad y naturalismo, en oposición a los idealizados, de origen manierista, que todavía entonces predominaban. Rembrandt los tendría en cuenta al grabar los suyos. 
Posteriormente Van de Velde II prefirió grabar diseños ajenos, así como retratos (que suman unos cincuenta). 
Aleccionó a su hijo Jan Jansz van de Velde, también llamado Jan van de Velde III (Haarlem, 1620-Enkhuizen, 1662), quien se especializó en el género del bodegón; en España hay un ejemplo de él en el Museo Thyssen-Bornemisza.